# Alfarería en El Mojón

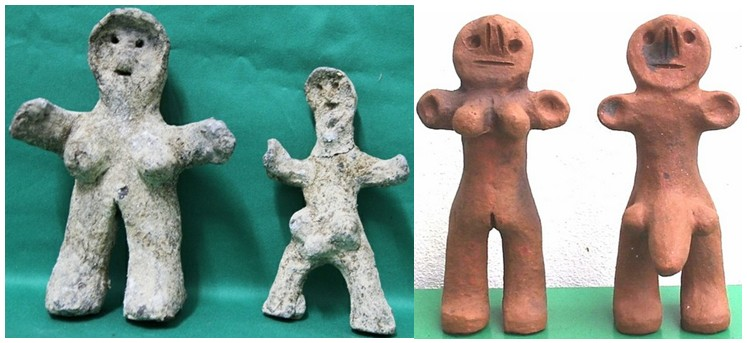
Los novios de El Mojón (Teguise), isla de Lanzarote (Canarias). De supuesto origen ancestral, se han convertido en un juguete turístico.

La Alfarería en El Mojón, en el término municipal de Teguise, representa la tradición de uno de los centros alfareros con mayor identidad de la isla de Lanzarote. 

## Historia
No quedan otros registros documentales que no sean las piezas de alfarería primitiva recogidas en los museos del archipiélago Canario. La loza producida es de origen mixto, fundiendo rasgos aborígenes con formas y técnicas típicas de la cerámica norteafricana.
El trabajo de las loceras de El Mojón permaneció anónimo hasta que, al inicio del siglo XX, la madre de Dorotea de Armas Curbelo, último eslabón de la tradición familiar alfarera, se fue al vecino pueblo de Muñique. En el último cuarto del siglo XX, respaldados por el turismo y la conciencia nacional a nivel personal y municipal, alumnos y seguidores de "Cha Dorotea" recuperaron la tradición alfarera en El Mojón. Entre los más veteranos: Marcial de León Barrios y Teresa Morales Robayna o la familia Brito y María Rosario Armas, desde sus talleres en Arrecife.
Aunque, en conjunto, el proceso de trabajo y las piezas tradicionales son similares a lo producido en el resto del archipiélago canario, algunos aspectos del procedimiento de elaboración son singulares. Así, por ejemplo, el uso de un engobe a base de tegue, una tierra caliza que da a la superficie de la pieza un tono cremoso, sobre el que luego se pintan con almagre un restringido repertorio de motivos florales y geométricos.
Como ejemplo de alfarería marginal o complementaria están los populares «novios del Mojón», un curioso ejemplo de cómo se convierten en juguete comercial de supuesto valor simbólico, unas sencillas figuritas ancestrales.